# Eric Keenleyside
Eric Keenleyside né le 11 octobre 1957 à Saint-Stephen, Nouveau-Brunswick, est un acteur canadien.

## Filmographie

### Cinéma
- 2000 : Mr. Rice's Secret
- 2000 : Une blonde en cavale (Beautiful Joe)
- 2003 : Destination finale 2 (Final Destination 2) : l'inspecteur Suby
- 2005 : L'Interprète (The Interpreter)
- 2006 : Firewall
- 2008 : La Castagne 3
- 2009 : Damage
- 2013 : Killers Game (The Package)
- 2014 : Godzilla
- 2015 : L'Assistant du père Noël (Santa's Little Helper)
- 2018 : How It Ends de David M. Rosenthal : le shérif Reynolds

### Télévision

#### Séries télévisées
- 1985 : Seeing Things (saison 4, épisode 6)
- 1985 : Comedy Factory (saison 1, épisode 4) : Quinn
- 1985 : Paul et les dizygotes (saison 4, épisode 3) : le flic
- 1986 : Check It Out (saison 1, épisode 21) : Bruno
- 1988 : CBS Summer Playhouse (saison 2, épisode 15) : Directeur
- 1988 : War of the Worlds (saison 1, épisode 3) : Contremaître
- 1988 : Rintintin junior (saison 1, épisode 11) : Cash Bennet
- 1988 : Chasing Rainbows (mini-série, épisodes 1, 2 & 3) : Sergent
- 1989 : La cinquième dimension (saison 3, épisode 27) : Bartender
- 1989 : Mosquito Lake : Kenny (1989)
- 1991 : Palace Guard (saison 1, épisode 4) : Nolan
- 1991 : Un privé sous les tropiques (épisodes 1x06 & 2x10) : Jojo / Walker - morgue attendant
- 1992 : Lightning Force (saison 1, épisode 11) : Micky Carter
- 1991 / 1993 : Street Justice (épisodes 1x10 / 2x11) : Doug / Councilman Wallace
- 1993 : Jack's Place (saison 2, épisode 12)
- 1994 : L'as de la crime (saison 3, épisode 13) : Donald Masters
- 1994-1995 : La Légende d'Hawkeye (saison 1, épisodes 1 & 2) : Doyle
- 1995 : La Croisée des destins (mini-série) : Boss Beeson
- 1994 / 1996 : Highlander (épisodes 3x07 / 5x03) : Dallman Ross / Trey Franks
- 1995-1996 : Madison (7 épisodes) : Stanislav Wakaluk
- 1996 : Viper (saison 2, épisode 5) : Frank Taylor
- 1996 : Two (saison 1, épisode 8) : Liam Sullivan
- 1996 : Le Titanic (mini-série) : Black Billy Jack
- 1996-1997 : Poltergeist : Les Aventuriers du surnaturel (épisodes 1x13 & 2x01) : Miller / M. C. D. Broward
- 1996-1997 : The Sentinel (épisodes 1x03 & 3x08) : Ray Kaminski / Rucker Ellison
- 1998 : X-Files : Aux frontières du réel (saison 5, épisode 17) : Lance Kernof
- 1998 : Millennium (saison 3, épisode 3) : Gary King
- 1998 : La loi du colt (saison 2, épisode 10) : Sheriff Mackay
- 1996 / 1998 / 1999 : Au-delà du réel : L'aventure continue (épisodes 2x04 / 4x11 / 5x01) : Peters / Major Ford / Friedkin
- 1999 : Atomic Train (mini-série) : Tucker Ames
- 2000 : Chérie, j'ai rétréci les gosses (saison 3, épisode 22) : Squeamy Louie
- 2000 : Un gars du Queens (saison 2, épisode 25) : Roger
- 2000 : TV business (saison 2, épisode 10) : Chip Resnick
- 2000 : Freedom
- 2000-2002 : Just Deal (19 épisodes) : Mike Roberts, Sr.
- 2001 : Les chemins de l'étrange (saison 1, épisode 16) : Officier Steve Lipton
- 2001 / 2005 : Cold Squad, brigade spéciale (épisodes 4x17 / 7x12 & 7x13) : Capitaine Rudecki / M. Walters
- 2002 : Special Unit 2 (saison 2, épisode 12) : Arnie
- 2002 : The Chris Isaak Show (saison 2, épisode 9) : Doug
- 2002 : Undercover (saison 1, épisode 12) : Bartender
- 2002 : Dead Zone (saison 1, épisode 5) : Pinky
- 2003 : Smallville (saison 2, épisode 13) : Mike the Bartender
- 2003 : Da Vinci's Inquest (saison 6, épisode 3) : Stan
- 2004 : Kingdom Hospital (saison 1, épisode 13) : Hagarty
- 2005 : Stargate SG-1 (saison 8, épisode 15) : Fred
- 2005 : Young Blades
- 2006 : This Space for Rent : Don Konklin
- 2006 : The Evidence (saison 1, épisode 8) : Gestionnaire de l'immeuble
- 2006 : Whistler (saison 1, épisode 11) : Noah
- 2006 / 2012 : Supernatural (épisodes 2x05 / 7x18) : Dennis / Jim McAnn
- 2007 : Masters of Horror (saison 2, épisode 11) : Sgt. Booker
- 2007 : Traveler : Ennemis d'État (saison 1, épisodes 4, 5, 6 & 7) : Robert Doherty
- 2007 : Enquêteur malgré lui (saison 2, épisode 8) : Steve Hitchcock
- 2009 : Fear Itself (saison 1, épisode 13) : George Clayton
- 2010 : Sanctuary (saison 3, épisode 3) : Détective Michael Bronson
- 2010-2011 : Hellcats (saison 1, épisodes 8, 9, 11, 13 & 14) : Bob Overton
- 2011 : Fringe (saison 3, épisode 13) : Jerry Bissell
- 2011 : True Justice (saison 1, épisode 7) : Pastor Michael Benjamin
- 2011 : L'Heure de la peur (saison 2, épisode 5) : M. Palmer
- 2011 / 2013 : The Killing (épisodes 1x01 / 3x06) : Singing Detective / Sergeant Emmes
- 2012 : Arctic Air (saison 1, épisode 2) : Jay
- 2012 : Goodnight for Justice (mini-série, épisode 2) : Lucius Breed
- 2012 : Alcatraz (saison 1, épisode 13) : Capitaine
- 2012 : Facing Kate (saison 2, épisode 7) : M. Davis, Eliza's Father
- 2012-2016 : Once Upon a Time (7 épisodes) : Moe French / Sir Maurice
- 2013 : Emily Owens, M.D. (saison 1, épisode 12) : M. Nelson
- 2013 : Retour à Cedar Cove (saison 1, épisode 1) : Dan
- 2014 : Strange Empire (saison 1, épisodes 1, 2, 4, 5 & 6) : Abe Little
- 2015 : Garage Sale Mysteries (saison 1, épisode 4) : Sean
- 2015 : Fargo (saison 2, épisodes 1, 2 & 4) : Bud Jorgenlen
- 2016 : Dirk Gently, détective holistique (saison 1, épisodes 5, 6 & 8) : Police Captain
- 2016 : Le Maître du Haut Château (saison 2, épisode 2) : Ron Whittaker
- 2017 : When We Rise (mini-série, épisode 4) : Union Boss
- 2017-2020 : Loudermilk (18 épisodes) : Père Michael
- 2018 : Take Two (saison 1, épisode 10) : Harry Bueller
- 2019 : Les Désastreuses Aventures des orphelins Baudelaire (saison 3, épisode 6) : le chef des pompiers
- 2019 : Unspeakable (mini-série, épisodes 1, 2, 3, 6 & 7) : Dr Martin Davey
- 2019 : The Twilight Zone : La Quatrième Dimension (saison 1, épisode 4) : Mayor Matheson
- 2019 : iZombie (saison 5, épisode 8) : Jack Klein
- 2019 : Mystery 101 (saison 1, épisode 3) : Phil Jenk
- 2021 : Superman and Lois (saison 1, épisodes 2 & 4) : Mayor George Dean

#### Téléfilms
- 1985 : Love & Larceny
- 1986 : Le droit au meurtre (The Right of the People) : homme costaud
- 1986 : The Marriage Bed
- 1986 : Crime de la passion (The High Price of Passion) : videur
- 1987 : Murder by the Book
- 1987 : Really Weird Tales : Alien #1
- 1992 : L'Exxon Valdez : Gordon Taylor - US Coast Guard
- 1992 : Mortal Sins : Agent de sécurité
- 1993 : Relentless: Mind of a Killer
- 1993 : Parents coupables (Without a Kiss Goodbye) : Détective Lovell
- 1994 : Jane's House : Frank
- 1994 : Une famille à l'épreuve (Spoils of War) : Vilm
- 1994 : Deadly Vows
- 1994 : Au nom de la vérité (The Disappearance of Vonnie) : Détective Drake
- 1995 : Annie O : Craig Frazier
- 1996 : The Angel of Pennsylvania Avenue : flic
- 1997 : Délit d'abandon (Unwed Father) de Michael Switzer : Big Lou
- 1997 : Traits pour traits (Cloned) : contre-homme
- 1998 : Une voleuse de charme (The Spree) : Ricky Madden
- 1998 : Sur la route du souvenir (The Long Way Home) : Sheriff Billings
- 1999 : Passe-temps interdits (Our Guys: Outrage at Glen Ridge) : Lt. Frank Bennett
- 1999 : Hayley Wagner, Star : Fred MacKerron
- 1999 : Le Train de l'enfer (Final Run) : Passager #1
- 2002 : Une question de courage (Door to Door) : le voisin Bob
- 2003 : Phénomènes (Phenomenon II)
- 2003 : Monte Walsh : Ingénieur
- 2003 : Le Journal d'Ellen Rimbauer (The Diary of Ellen Rimbauer) : Jack Finney
- 2005 : Amber : Témoin à charge (Amber Frey: Witness for the Prosecution) : Ronny Matthews
- 2006 : 11 septembre : Le détournement du vol 93 (Flight 93) : Stoddard (non-crédité)
- 2006 : Pour te revoir un jour (Murder on Pleasant Drive) : Détective Brian Potts
- 2006 : A Girl Like Me: l'histoire vraie de Gwen Araujo : Cop
- 2007 : Les Flammes du passé (Blue Smoke) : Gib Hale
- 2007 : Le Regard d'une mère (Tell Me No Lies) : Chef Bates
- 2008 : Every Second Counts : Dutch
- 2009 : Revolution : Gil Lomey
- 2010 : La Digne Héritière (Growing the Big One) : Mayor Kyle Finster
- 2010 : Un Noël en novembre (November Christmas) : Wade Miller
- 2011 : Sous l'emprise du pasteur : L'Histoire vraie de Mary Winkler (The Pastor's Wife) : Dan Winkler
- 2011 : Les Chassés-croisés de Noël (Trading Christmas) : Security Guard
- 2011 : 17th Precinct : Delmore Keaton
- 2012 : Marié avant Noël (A Bride for Christmas) : Hank Patterston
- 2013 : La Plus Belle Vitrine de Noël (Window Wonderland) : Oncle Jimmy
- 2014 : L'amour de mes rêves : Mike
- 2014 : Mon beau sapin (The Tree That Saved Christmas) : Gordon Logan
- 2015 : Tales from the Darkside : Bo
- 2016 : Un Noël mémorable (A Christmas to Remember) : Sheriff Tim Edwards
- 2017 : La saison du coup de foudre (The Perfect Catch) : Mason Taynor
- 2018 : Coup de foudre sur les pistes (Winter's Dream) de David Winning : Gus Miller
- 2018 : Time for Me to Come Home for Christmas : Bob Hill
- 2020 : L'Île aux mystères : Quand le passé nous rattrape (A Beautiful Place to Die: A Martha's Vineyard Mystery) : Chef Madieras
- 2020 : L'Île aux mystères : L'Affaire des émeraudes (Riddled with Deceit: A Martha's Vineyard Mystery) : Chef Madieras
- 2021 : Ships in the Night: A Martha's Vineyard Mystery : Chef Madieras
- 2021 : Un vignoble pour deux (Raise a Glass to Love) : Mike Savern